# Montabaru
Montabaru is een bestuurslaag in het regentschap Dompu van de provincie West-Nusa Tenggara, Indonesië. Montabaru telt 5540 inwoners (volkstelling 2010).